# Sinthaweechai Hathairattanakool
Sinthaweechai Hathairattanakool ou สินทวีชัย หทัยรัตนกุล en thaï, né le 23 mars 1982 à Sakon Nakhon, est un footballeur thaïlandais.

## Palmarès

### En club
- Chonburi :
  - Champion de Thaïlande en 2007.
  - Vainqueur de la Coupe de Thaïlande en 2010.